# Церковь Святых Иоанна и Павла (Тршебонице)
Церковь Святых Иоанна и Павла (чеш. Kostel sv. Jana a Pavla) — романская церковь, расположенная на территории бывшей деревни Кртень, район Тршебонице, Прага, Чехия.

## История
Позднероманский храм святых Иоанна и Павла был построен во второй четверти XIII века, с прямоугольной алтарной частью и колокольней над входом. В 1352 году храм стал приходским. В 1575 году был пристроен боковой придел, в 1699 году ризница, в 1732-1734 годах была надстроена башня, а в 1752 — притвор. В 1890 году церковь была перестроена в новороманском стиле, свод был заменен кассетным потолком, северный придел надстроен, а башня перестроена. В алтарной части сохранилось романское окно, на восточной стене романские фрески конца XIII века: Крещение Господне, Сретение, сон Иосифа и символы евангелистов. В 1952 году фрески были отреставрированы.
Храм стоит на высоком отроге над Далейским ручьем на месте ныне несуществующей деревни Кртень (чеш. Krteň), бывшей во владении чешских королей. Во времена гуситских войн деревня перешла во владение пражского капитула. Ныне вокруг церкви расположено кладбище.

## Окрестности
В 1,8 км на юго-восток в районе Ржепорие находится церковь Святых Петра и Павла, перестроенная из романской ротонды XII века.

## Фотогалерея

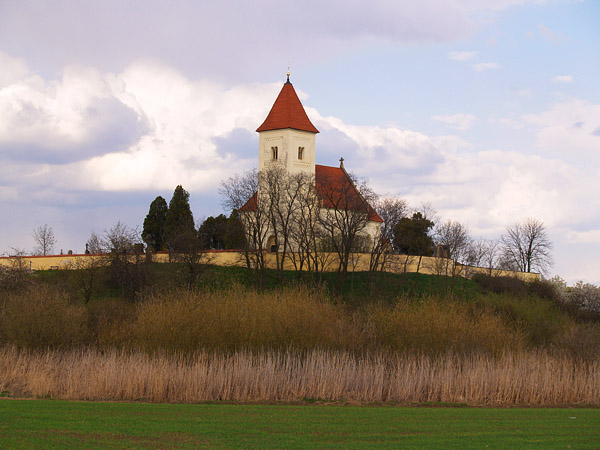
вид с юго-запада
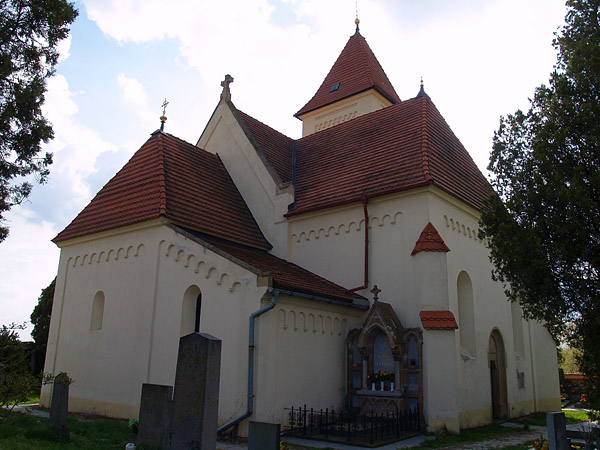
ризница, боковой придел и алтарная часть
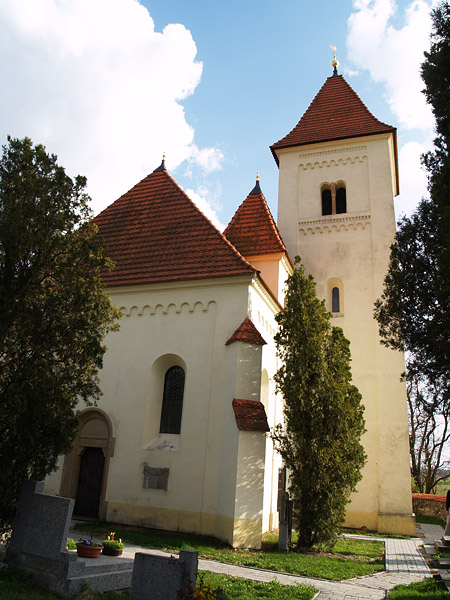
колокольня с боковым приделом